# جيمس إس. ألبرت
جيمس إس. ألبرت (بالإنجليزية: James S. Albert)‏ هو أحيائي أمريكي، ولد في 15 يناير 1964.

## وصلات خارجية
- الموقع الرسمي